# Gebrüder Woerle
Gebrüder Woerle GmbH ist eine in Henndorf am Wallersee (Salzburg) ansässige Privatkäserei, die 1889 gegründet wurde und heute als zweitgrößte privat geführte Käserei Österreichs gilt.

## Unternehmensgeschichte
Woerle wurde 1889 von Johann Baptist Woerle gegründet. Er errichtete in Henndorf die erste Emmentaler-Käserei Österreichs. Die Unternehmensgeschichte ist geprägt vom kontinuierlichen Ausbau der Produktion sowie der Schwerpunktsetzung auf Heumilch. Seit Oktober 2020 wird das Unternehmen in fünfter Generation von Gerrit Woerle geführt. Seine Schwestern Silvia und Sonja sind ebenfalls in verantwortungsvollen Positionen des Unternehmens tätig. Das Unternehmen befindet sich vollständig im Besitz der Familie Woerle.

## Produktion und Heumilch
Woerke verarbeitet jährlich rund 30.000 Tonnen Milch von etwa 500 regionalen Milchbetrieben im Salzburger Flachgau und dem Mondseeland. Das Unternehmen gilt als Pionier in der Verarbeitung von Heumilch. Diese Art der Milch stammt laut Heumilch-Regulativ von Kühen, die mit frischem Gras, Heu und Getreide gefüttert werden – vergorene Futtermittel wie Silage sind verboten. Diese traditionelle Fütterung beeinflusst die sensorischen Eigenschaften des Käses und ist ein zentrales Merkmal der Woerle-Produkte. 2004 war Woerle Gründungsmitglied der ARGE Heumilch.

## Sortiment
Das Sortiment umfasst Hartkäse (z. B. Emmentaler, Bergkäse), Schnittkäse (z. B. Heutaler und Mondseer), Schmelzkäse (z. B. Salzburger Toastscheiben, Salzburger Eckerl Trio) und Frischkäseprodukte. Die meisten Sorten sind auch in Bio-Qualität erhältlich.
Die Produkte werden in Österreich unter der Marke Woerle verkauft. Mit der Exportmarke Happy Cow ist das Unternehmen in über 70 Ländern vertreten, mit Schwerpunkten im Nahen Osten und Südostasien. Zusätzlich produziert das Unternehmen ein breites Spektrum an Eigenmarkenprodukten für den nationalen und internationalen Handel. Mit einem Jahresumsatz von rund 185 Mio. Euro (2024) zählt Woerle zu den größten Privatkäsereien Österreichs.

## Nachhaltigkeit
Seit 2019 verfolgt das Unternehmen unter dem Titel „Woerle wirkt weiter“ eine Nachhaltigkeitsstrategie mit Fokus auf Biodiversität, Tierwohl, Kreislaufwirtschaft und Klimaschutz.
Ziel des Projekts „Artenvielfalt in Bauernhand“ ist die Erhaltung oder Schaffung von 5.000 Lebensräumen für Nützlinge bis 2030.
Die Initiative „Regional CO2 reduziert“ fördert die Emissionsreduktion in der Landwirtschaft über ein Anreizsystem. 2021 wurde das Projekt mit dem Energy Globe Award Salzburg ausgezeichnet.

## Auszeichnungen und Zertifikate
Woerle wurde vielfach für Produktqualität, Nachhaltigkeit und unternehmerische Verantwortung ausgezeichnet.
| Jahr | Auszeichnung                  | Anlass / Kategorie                           |
| ---- | ----------------------------- | -------------------------------------------- |
| 2025 | World Cheese Awards           | 2× Silber, 3× Bronze für Emmentaler & Co.    |
| 2024 | AMA Käsekaiser                | Bio-Käse                                     |
| 2024 | EcoVadis Silber               | Nachhaltigkeitsmanagement                    |
| 2024 | Ausgezeichneter Lehrbetrieb   | Wirtschaftskammer Salzburg (2024–2029)       |
| 2023 | Salzburger Regionalitätspreis | Regionale Unternehmensverantwortung          |
| 2022 | TRIGOS Preis                  | Projekt „Artenvielfalt in Bauernhand“        |
| 2022 | Green Marketing Award         | Auszeichnung in Kommunikation/Nachhaltigkeit |
| 2021 | Energy Globe Salzburg         | Projekt „Regional CO₂ reduziert“             |
| 2021 | SDG Award (Nominierung)       | Nachhaltigkeit / SDG-Kategorie Unternehmen   |

| Zertifikat                                     | Beschreibung / Bedeutung                                              |
| ---------------------------------------------- | --------------------------------------------------------------------- |
| International Featured Standard                | Internationaler Standard für Lebensmittelsicherheit                   |
| ISO 9001                                       | Qualitätsmanagementsystem gemäß ISO-Norm                              |
| EU-Bio-Siegel                                  | EU-zertifizierte biologische Produktionsweise                         |
| AMA-Gütesiegel                                 | Herkunfts- und Qualitätszeichen für Lebensmittel aus Österreich       |
| AMA-Gütesiegel Tierhaltung Plus                | Erweitertes Tierwohl-Zertifikat für Milchviehhaltung                  |
| g.t.S. – garantierte traditionelle Spezialität | EU-Herkunftsschutz für traditionelle Herstellungsverfahren (Heumilch) |